# Нёггерат, Феликс
Феликс Нёггерат (нем. Felix Noeggerath; 4 февраля 1885, Нью-Йорк — 29 апреля 1960, Мюнхен) — немецкий писатель.

## Биография
Сын гинеколога Эмиля Нёггерата. По матери приходился внуком Руфине Нёггерат, известной спиритистке.
С 1904 г. изучал философию, языкознание и востоковедение в Мюнхене. Помог своему другу Густаву Майринку завершить роман «Голем». Познакомившись на лекции по древней Мексике с Вальтером Беньямином, в 1915—1916 гг. был близок к этому мыслителю и, как считается, оказал на него влияние. Их взаимодействию посвящена статья Гершома Шолема «Вальтер Беньямин и Феликс Нёггерат» (1981); благодаря Нёггерату Беньямин познакомился с Карлом Вольфскелем и другими представителями баварской богемы. 
В 1916 г. защитил в Эрлангенском университете диссертацию «Синтез и понятие системы в философии. К критике антирационализма» (нем. Synthesis und Systembegriff in der Philosophie. Ein Beitrag zur Kritik des Antirationalismus). Был близок к левым силам, поддерживал антивоенную Независимую социал-демократическую партию Германии, в дни Баварской советской республики в течение одного дня 13 апреля 1919 года считался народным комиссаром образования.
В 1921—1932 гг. жил и работал в Берлине. Затем на несколько лет обосновался со своей третьей женой графиней Мариетте фон Вестарп на острове Ивиса, куда по его совету приехал и Беньямин. Его единственный сын Ханс Якоб Нёггерат часто навещал отца и умер на этом острове. В конце 1930-х гг. Феликс вернулся в Берлин, в годы Второй мировой войны был призван и работал переводчиком в армейской разведке (Абвере). После войны жил, в основном, в Мюнхене. При жизни почти ничего не опубликовал. Посмертно опубликован сборник стихов (1961) и прозаический текст «Окно» (нем. Das Fenster; 1986).
Был четырежды женат. Вторая жена (1922) — норвежская певица Калли Монрад. Четвёртая жена — Маргарете Бауэр (1906—1991), переводчик. Сын от первого брака — фольклорист Ханс Якоб Нёггерат.